# Seis caballeros de la Reforma de los Cien Días

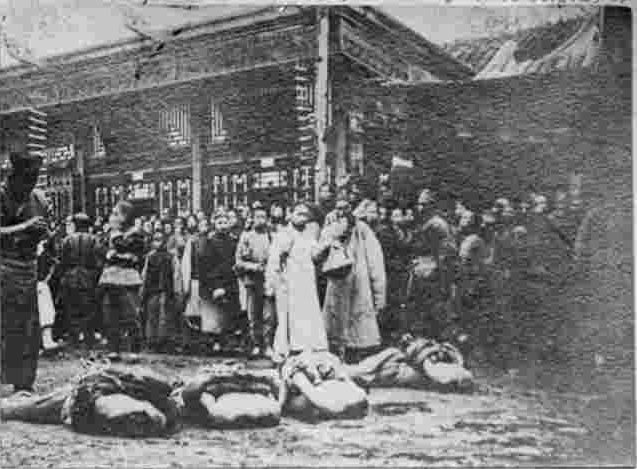
Cuerpos decapitados en 1905, en el mismo lugar donde siete años antes fueron ajusticiados los Seis caballeros de la Reforma de los Cien Días.

Seis caballeros de la Reforma de los Cien Días es el nombre que reciben los seis reformistas ajusticiados en China en septiembre de 1898 por orden de la emperatriz viuda Cixi por haber impulsado la Reforma de los Cien Días durante el gobierno de su sobrino el emperador Guangxu. Entre los seis figuraban Tan Sitong, cuyas palabras tras la detención —que China nunca lograría renovarse hasta que hubiera hombres dispuestos a morir por ella— fueron recordadas por varias generaciones de chinos, y Kang Guangren, hermano de Kang Youwei, el principal diseñador, impulsor y director de las reformas junto con Liang Qichao y Tan Sitong.

## Historia
El ritmo tan rápido de las reformas iniciadas el 10 de junio de 1898 y su contenido, especialmente la abolición del sistema de exámenes imperiales, provocó la hostilidad de los sectores conservadores que seguían siendo fieles a la emperatriz viuda Cixi, que se había retirado al Palacio de Verano. Algunos de sus consejeros le convencieron de que el emperador iba a tomar medidas contra ella por lo que se propuso recuperar sus poderes y poner fin al gobierno de su sobrino. Tan Sitong intentó un golpe de Estado para evitar que actuara en contra del emperador pero fracasó. La contundente respuesta de Cixi tuvo lugar el 21 de septiembre de 1898, 103 días después del primer decreto imperial, cuando anunció que volvía a asumir los plenos poderes porque el emperador estaba aquejado de una grave enfermedad —en realidad estaba prisionero en una pequeña isla dentro de los jardines imperiales—.
A continuación anuló la mayoría de los decretos promulgados desde el 10 de junio y emitió órdenes de arresto en contra de Kang, Liang y Tan Sitong, entre otros intelectuales que habían participado en la «reforma de los cien días». Kang logró escapar a Shanghái y desde allí huyó a la colonia británica de Hong Kong, mientras que Liang y Tan Sitong se refugiaron en la embajada de Japón. Pero Tan no quiso acompañar a Liang al exilio a Japón y abandonó la embajada siendo detenido inmediatamente. Tan y otros cinco colaboradores de Kang y Liang, entre ellos el hermano de Kang, fueron condenados a muerte y la sentencia fue leída en las puertas de la Ciudad Prohibida. «Los condenados fueron trasladados en un carro hasta el mercado de Caishikou, donde solían alojarse muchos de los estudiosos que estaban de visita en Beijing para presentarse a los exámenes de funcionario. Se les ofreció un cuenco de vino de arroz a la puerta de una casa de té. Una gran multitud contempló cómo se rompía el cuenco. A continuación obligaron a los condenados a arrodillarse en el suelo, donde fueron rápidamente decapitados». La emperatriz Cixi ordenó también que las tumbas de la familia de Kang Youwei fueran profanadas.
Los nombres de los seis ajusticiados fueron:
- Tan Sitong (en chino tradicional, 譚嗣同)
- Lin Xu (en chino tradicional, 林旭)
- Yang Rui (en chino tradicional, 楊銳)
- Yang Shenxiu (en chino tradicional, 楊深秀)
- Liu Guangdi (en chino tradicional, 劉光第)
- Kang Guangren (en chino tradicional, 康廣仁)